# Dubrava (comitat de Zagreb)
Pour les articles homonymes, voir Dubrava et Dubrave.
Dubrava est un village et une municipalité située dans le comitat de Zagreb, en Croatie. Au recensement de 2001, la municipalité comptait 5 478 habitants, dont 93,59 % de Croates et le village seul comptait 1 275 habitants.

## Localités
La municipalité de Dubrava compte 27 localités :
| - Bađinec - Brezje - Donji Marinkovac - Donji Vukšinac - Dubrava - Dubravski Markovac - Gornji Marinkovac | - Gornji Vukšinac - Graberec - Habjanovac - Koritna - Kostanj - Kunđevac - Ladina | - Mostari - Nova Kapela - Novaki - Paruževac - Pehardovac - Podlužan - Radulec | - Stara Kapela - Svinjarec - Zetkan - Zgališće - Zvekovac - Žukovec |